# Cantons del Var

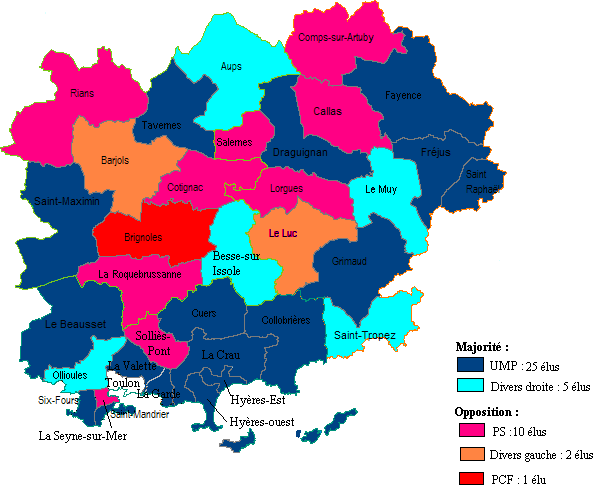
Color polític dels cantons del Departament

Els Cantons del Var són 43 i s'agrupen en 3 districtes:
- Districte de Brinhòla (9 cantons - sotsprefectura: Brinhòla) :
cantó d'Aups - cantó de Barjòus - cantó de Bessa d'Issòla - cantó de Brinhòla - cantó de Cotinhac - cantó de Rians - cantó de La Ròcabrussana - cantó de Sant Maissemin de la Santa Bauma - cantó de Tavernas

- Districte de Draguinhan (12 cantons - sotsprefectura: Draguinhan) :
cantó de Calàs - cantó de Comps d'Artubi - cantó de Draguinhan - cantó de Faiença - cantó de Frejús - cantó de Grimaud - cantó de Lòrgas - cantó de Lo Luc - cantó de Lo Muei - cantó de Sant Rafèu - cantó de Sant Tropetz - cantó de Salernas

- Districte de Toló (22 cantons - prefectura: Toló) :
cantó de Lo Baucet - cantó de Colobrieras - cantó de La Crau d'Ieras - cantó de Cuers - cantó de La Garda - cantó de Ieras Est - cantó de Ieras Oest - cantó d'Oliulas - cantó de Sant Mandrier de Mar - cantó de La Sanha - cantó de Sieis Forns lei Plaias - cantó de Soliers Pònt - cantó de Toló-1 - cantó de Toló-2 - cantó de Toló-3 - cantó de Toló-4 - cantó de Toló-5 - cantó de Toló-6 - cantó de Toló-7 - cantó de Toló-8 - cantó de Toló-9 - cantó de La Valeta

El 2015 es va fer una redistribució cantonal, i el nombre de cantons d'aquest departament va passar de 43 a 13.